# Andrés Kogovsek
Andrés Kogovsek (San Isidro, 7 januari 1974) is een voormalig internationaal tophandballer uit Argentinië, bijgenaamd Kogote. Hij vertegenwoordigde zijn Zuid-Amerikaanse vaderland bij de Olympische Zomerspelen in 2012 (Londen). Daar eindigde hij met de nationale handbalploeg op de tiende plaats. Hij maakte eveneens deel uit van de Argentijnse handbalselectie die in 2011 de gouden medaille won bij de Pan-Amerikaanse Spelen. In de finale waren Kogovsek en de zijnen met 26-23 te sterk voor buurland Brazilië.
1. Schulz ·
2. Fernández ·
3. Pizarro ·
4. S. Simonet ·
5. Portela ·
6. D. Simonet ·
7. Kogovsek ·
8. Cánepa ·
9. Querín ·
10. Vieyra ·
11. Riccobelli ·
12. García ·
15. Carou ·
17. Migueles ·
19. Vázquez ·
Coach: Gallardo